# Walnut, Iowa
Walnut är en ort i Pottawattamie County i Iowa. Vid 2020 års folkräkning hade Walnut 747 invånare.